# Djiguiya De Koloni
Djiguiya De Koloni è un comune rurale del Mali facente parte del circondario di Yanfolila, nella regione di Sikasso.